# Чорний фемінізм

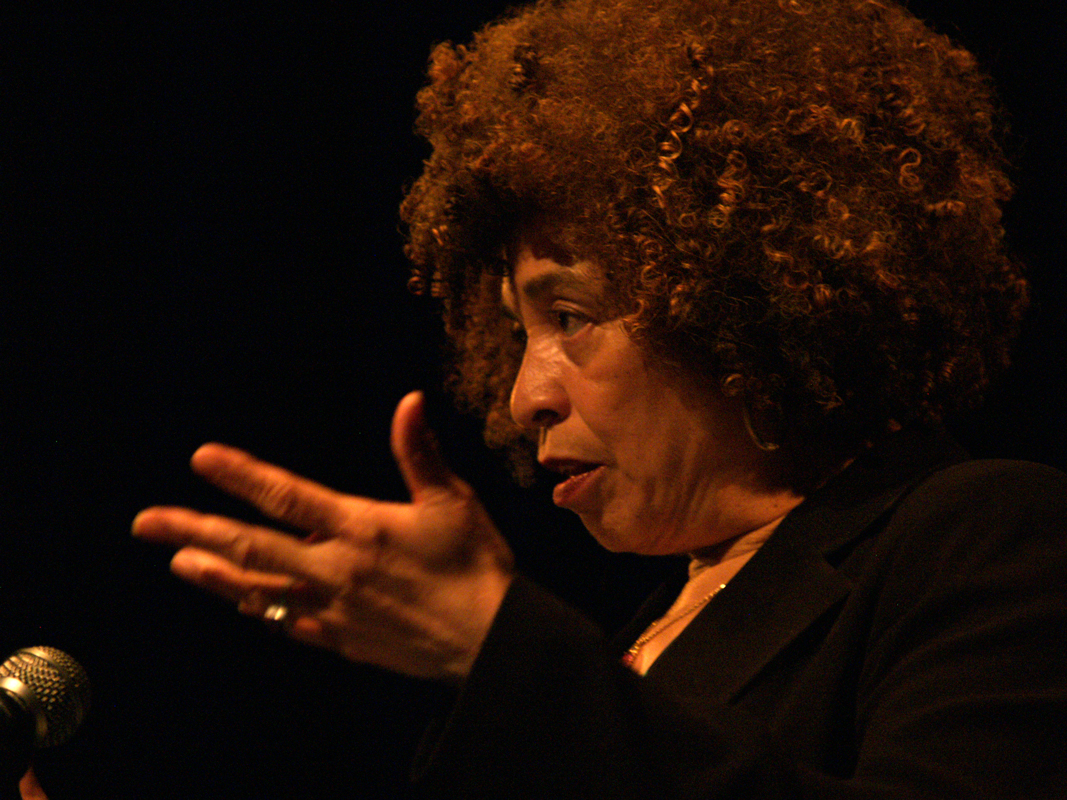
Анджела Девіс, 2006

Чорний фемінізм (або антирасистський фемінізм) — частина феміністської теорії та практики, основний постулат якої в тому, що сексизм, класовий гніт, гендерна ідентичність та расизм нерозривно пов'язані між собою. Те, як ці поняття стосуються одне одного, називається інтерсекційно (термін створений професоркою юриспруденції та науковицею Кімберлі Креншоу у 1989 році, хоча сама концепція створювалася ще з XIX ст. англомовними чорними жінками). Одним з основних пріоритетів чорного фемінізму є боротьба з расизмом.
У своїй роботі (Demarginalizing the Intersection of Race and Sex: A Black Feminist Critique of Antidiscrimination Doctrine, Feminist Theory and Antiracist Politics) Креншоу описала чорний фемінізм, який стверджує, що досвід буття чорною жінкою не може бути зрозумілим в плані бути чорною людиною взагалі або бути жінкою в цілому і, що кожне поняття слід розглядати самостійно, включивши їх, як взаємодіючі ідентичністі, які часто поєднуються та зміцнюють одна одну.

## Історія
У США визвольний рух жінок розпочався після зародження руху за громадянські права і руху за звільнення чорних. Чорний фемінізм зародився одночасно з фемінізмом як таким.
У 1973 році Флорінс Кеннеді, Маргарет Слоун і Доріс Райт заснували Національну організацію чорношкірих феміністок (The National Black Feminist Organization, NBFO) і, за словами Райт, вона «більше, ніж будь-яка інша організація в столітті, розпочала фронтальний напад на сексизм і расизм». NBFO також допомогла створити бостонську організацію Combahee River Collective у 1974 році, колектив якої стверджував, що звільнення чорношкірих жінок передбачає свободу для всіх людей, оскільки це вимагатиме кінця расизму, сексизму та класового гноблення.

## Основні ідеї
- Чорношкірі жінки відчувають себе більш пригніченими в суспільстві, у своїх правах і свободах, порівняно з білими жінками.
- Білих феміністок хвилюють лише проблеми сексизму, і вони байдужі до расизму та до розбіжностей між різними верствами і класами населення.
- Боротьба за свободу і незалежність чорних жінок є ключовою: здобувши їх, суспільство позбавиться від таких проблем, як расизм, сексизм і класова нерівність[3].

## Персоналії
Попередницями сучасних чорних феміністок антирасистського руху були учасниці аболіціоністського руху. Однією з ключових фігур є Сожурне Трус (американська аболіціоністка та феміністка, народжена в рабстві), відома промовою «Хіба я не жінка?», Гаррієт Табмен (американська аболіціоністка, героїня афроамериканського народу, борчиня проти рабства в США). Багато хто з представниць отримали загальнонаціональну популярність завдяки своїй боротьбі, публікаціям, виступам, були серед перших чорних ораторок в США.
З часом ідеї расової справедливості, висунуті в середині XIX століття, були розвинені учасницями антирасистських рухів (Гарлемського відродження, руху за громадянські права 1960-1970-х рр. та ін.) та чорних жіночих організацій («National Council of Negro Women», «National Black Feminist Organization», «the Third World women's Alliance» та ін.), в чиїх текстах, маніфестах і виступах почала звучати антиімперіалістична риторика. Чорні феміністки-соціалістки, такі як Анджела Девіс і белл гукс, заговорили про інтерсекціональність, підкреслюючи політекономічні основи расизму і сексизму як складових відтворення патріархатної і класової ієрархії.